# Dave Holland (perkusista)
Dave Holland, właśc. David Holland (ur. 5 kwietnia 1948 w Wolverhampton, zm. 16 stycznia 2018 w Lugo) – brytyjski perkusista rockowy. 

## Życiorys
W latach 1979–1989 grał w zespole Judas Priest. Grał również w zespole Trapeze.
W latach 2004–2012 odbywał karę pozbawienia wolności za próbę gwałtu na nastoletnim chłopcu, który brał lekcje gry na perkusji w domu Dave'a Hollanda.